# Municipio de Maltby
El municipio de Maltby (en inglés: Maltby Township) es un municipio ubicado en el condado de Perkins en el estado estadounidense de Dakota del Sur. En el año 2010 tenía una población de 13 habitantes y una densidad poblacional de 0,14 personas por km².

## Geografía
El municipio de Maltby se encuentra ubicado en las coordenadas 45°26′1″N 102°46′36″O / 45.43361, -102.77667. Según la Oficina del Censo de los Estados Unidos, el municipio tiene una superficie total de 93.41 km², de la cual 93,04 km² corresponden a tierra firme y (0,39 %) 0,37 km² es agua.

## Demografía
Según el censo de 2010, había 13 personas residiendo en el municipio de Maltby. La densidad de población era de 0,14 hab./km². De los 13 habitantes, el municipio de Maltby estaba compuesto por el 100 % blancos. Del total de la población el 0 % eran hispanos o latinos de cualquier raza.